# Caña
Die Caña ist eine Liedform, ein Palo des Flamenco.

## Geschichte
Die etymologische Bedeutung der Caña ist umstritten, da das Wort caña im Spanischen mehrere Bedeutungen annehmen kann.
So gibt es Autoren, die in Etymologie und musikalischer Entwicklungsgeschichte von einer spanischen Herkunft ausgehen, wie Manuel García. der  meint, dass sie aus einem andalusischen Volkslied des 19. Jahrhunderts abgeleitet sei. Arcadio Larrea vermutet einen kultischen Ursprung, während Julián Zugasti auf einen Tavernenbrauch verweist: cantar a las cañas (de vino), zu den Weingläsern singen. Fernando Quiñones zufolge könnte die Bezeichnung auf die Verwendung von Rohrstöcken (spanisch caña = Rohr, Rohrstock) als Perkussionsinstrument zurückzuführen sein. So habe der Tänzer Antonio de Juana, genannt Porroto, drei Rohrstock-Stückchen wie Kastagnetten meisterhaft eingesetzt, um den Rhythmus zu unterstützen. Die älteste Erwähnung einer öffentlich dargebotenen Caña stammt aus dem Jahr 1830 von Richard Ford, der vermutete, dass die Caña arabischen Ursprungs sei, und dies durch eine Herleitung vom arabischen Wort gannia zu begründen suchte, dem spätere Autoren noch die Varianten ghana oder anshade hinzufügten, jeweils mit der Bedeutung „Lied“.
Der Folkloreforscher Demófilo schrieb 1881, dass sie im späten 18. Jahrhundert entstanden sei. Tío Luis el de la Juliana habe sie gesungen. Diese Annahme blieb allerdings aufgrund entwicklungsgeschichtlicher Ungereimtheiten nicht unwidersprochen, da hätte Tío Luis einige Palos gesungen hätte, die zu dessen Zeit nachweislich noch nicht existierten. Verständlich ist dieser Irrtum aufgrund der häufig nur mündlichen Überlieferung im 19. Jahrhundert.
José Navarrez Rodrigo sah einen engen Zusammenhang mit dem Polo und meinte, dass letzterer nichts anderes als eine Fassung der Caña sei. Die Theoretiker Tomás Borrás und Domingo Manfredi Cano sehen die Caña als Stammform späterer Cantes an, insbesondere der Soleá. Es gibt jedoch keine Quellen, die belegen, dass die Caña tatsächlich schon im 18. Jahrhundert existierte.

## Musikalische Eigenschaften
Sowohl in der Form, als auch in der von der phrygischen Tonart geprägten Harmonik, den charakteristischen melodischen Wendungen und der metrischen Struktur ähnent die Caña dem Polo. Wie bei der verwandten Soleá wird die 3., 6., 8., 10. und 12. Position eines zwölfschlägigen Metrums betont. Der charakteristische Unterschied von Caña und Polo zur Soleá liegt in einem harmonisch modulierenden, den formalen Ablauf prägnant strukturierenden estribillo auf der Silbe „Ay“.